# Gavúni
Gavúni (Atheriniformes) jsou řád paprskoploutvých ryb vyskytujících se v mořích, ale také ve sladkých vodách v tropickém a mírném podnebném pásu. Gavúni se dělí do devíti čeledí a je u nich známo přes 300 druhů. Řada druhů je oblíbená pro svůj vzhled mezi akvaristy.

## Popis
Gavúni mají protáhlé a z boků zploštělé tělo. Patří rozměry k menším rybám, dorůstají maximálně 47 cm.
Mají zpravidla dvě hřbetní ploutve a zachovalou řitní ploutev. Postranní čára chybí, nebo je nevýrazná.